# Тадж уд-Дін Фіруз-шах Бахмані
Тадж уд-Дін Фіруз-шах Бахмані (урду تاج الدین فیروز شاہ; нар. 1371 — 1 жовтня 1422) — султан держави Бахмані у 1397—1422 роках. Зумів розширити кордони султанату, але зрештою зазнав тяжкої поразки від Віджаянагарської імперії.

## Життєпис
Онук султана Ала-ад-дін Бахман-шаха, син Ахмад-хана. Близько 1378 року разом зі своїм братом Ахмадом був всиновлений стриєчним братом Мухаммад-шахом II, що став новим султаном. Останній видав своїх доньок за Фіруза і Ахмада. Він добре знав Коран та ісламську юриспруденцію, мав філософські нахили до суфізму, був знайомий з Біблією та Торою, володів перською, арабською мовами, конкані, телугу, маратхі. Деякий час Фіруз носив титул спадкоємцем трону, але після народження в Мухаммад-шаха II сина Тахматан цей титул перейшов до нього.
1397 року зі сходженням Тахматана на трон Фіруз присягнув на вірність новому султану. Проте невдовзі того було повалено тюркською гвардією, яка оголосила султаном брата загиблого — Дауд-шаха II. Фіруз з братом рушили на Гульбаргу, столицю держави. Фіруз завдав поразки Тагалчину, очільнику тюркської гвардії, який загинув. За цим Дауд-шаха II було осліплено, а Фіруз зайняв трон.
У 1398 року проти султана виступив Харіхара II, магараджахіраджа Віджаянагару, який зайняв важливу долину Райчур. Проте невдовзі супротивник потрапив у засідку Фіруз-шаха, в результаті чого змушений був відступити. При цьому сплатив значний викуп за полонених брагманів. У 1404 році виступив проти нового віджаянагарського магараджахіраджи Вірупакшараї I, який стикнувся з повстаннями родичів. Зумів захопити важливі міста та порти Гоа, Чаул і Дабхол.
У внутрішній політиці намагався терпимо ставитися до всіх релігій. З одного боку розпочав залучення індуїстів до війська та цивільних посад, де досяг чималого успіху. Також надав прихисток суфістському вчителю Мухаммаду аль-Хусейні(відомому як Банде Наваз).
Започаткував практику щороку відправляти кораблі з Гоа і Дабхолу до Перської затоки, щоб вербувати талановитих літераторів, адміністраторів, солдатів і ремісників. Після походу чагатайського аміра Тимура на Делі Фіруз-шах почав будівництво нового міста Фірозабаду, за кілька кілометрів на південь від Гульбарги.
1406 року війна з Віджаянагаром поновилася. В ній султан здобув перемогу над магараджахіраджею Девараєю I, який поступився володіннями та видав свою доньку заміж за Фіруз-шаха. Невдовзі здобув перемогу над Нарсінґраєю, раджою Кхерли (держави гондів), отримавши як данину 40 слонів і оженившисб на доньці супротивника.
У 1419 році Деварая I, магараджахіраджа Віджаянагару, захопив важливемісто Пангал. Наприкінці того ж року або на початку 1420 року Фіруз-шах Бахмані виступив проти ворога, але зазнав нищівної поразки, внаслідок чого відступив, здавши південні та східні області Деварая I. Ця поразка глибоко вплинула на його моральний стан. Свої останні два роки він провів у подвижництві та благочесті. 
1422 року Фіруз-шах за порадою своїх — міністрів айн-аль-мулька Хуш'яра та нізам-аль-мулька Бідара — вирішив осліпити свого брата Ахмада, оскільки побоювався, що той повалить його сина Гасан-хана. Ахмад зумів втекти, а потім зібрати військо, з яким переміг султанську армію, після чого увійшов до столиці. 22  вересня того ж року Ахмад змусив Фіруз-шаха зрікся влади на свою користь. Колишній султан помер через 9 діб в Гулбарзі. Поховано в мавзолеї Хафт-Гумбаз.

## Творчість
Мав чималий інтерес до науки. Брав три вихідні на тиждень, щоб читати лекції з математики та евклідової геометрії. Доручав побудувати обсерваторію в Даулатабаді, яка буде завершена після його смерті. Він також був поетом, складав вірші під ім'ям Фірозі.